# Club Lleida Esportiu
Club Lleida Esportiu é um clube de futebol espanhol da cidade de Lérida, na Catalunha.

## História
Fundado em julho de 2011, é fruto da venda do Unió Esportiva Lleida ao empresário local Sisco Pujol, uma vez que o clube antecessor estava afundado em uma dívida de 28 milhões de euros. Sua estreia foi contra o Pobla de Mafumet, em agosto. O primeiro gol foi marcado por Javier Ballesteros, no jogo com o Reus, que sairia vencedor do confronto por 3 a 1.

## Estádio
Tal como o UE Lleida, a nova agremiação manda seus jogos no Camp d´Esports, com capacidade de 13.500 lugares, assim como as cores oficiais do antecessor, o azul e o branco.

## Elenco
Nota: Bandeiras indicam equipe nacional, conforme definido pelas regras de elegibilidade da FIFA. Os jogadores podem ter mais de uma nacionalidade não-FIFA.
| N.º |          | Posição | Jogador         |
| --- | -------- | ------- | --------------- |
| 1   | Espanha  | G       | Pau Torres      |
| 2   | Espanha  | D       | Carlos Barreda  |
| 3   | Espanha  | D       | Ramon Garcia    |
| 4   | Espanha  | D       | Pau Bosch       |
| 5   | Marrocos | M       | Saife Alami     |
| 6   | Espanha  | M       | Miki Massana    |
| 7   | Espanha  | A       | Pere Milla      |
| 8   | Espanha  | A       | Genís Soldevila |
| 9   | Espanha  | A       | Jaime Mata      |
| 10  | Espanha  | M       | Álex Colorado   |
| 11  | Espanha  | A       | Jesús Imaz      |

| N.º |         | Posição | Jogador                                |
| --- | ------- | ------- | -------------------------------------- |
| 12  | Espanha | M       | Artur Gòdia                            |
| 13  | Espanha | G       | Pau Núñez                              |
| 14  | Espanha | D       | Álex Cacho                             |
| 15  | Espanha | D       | Biel Medina                            |
| 16  | Espanha | A       | Asier Eizaguirre                       |
| 17  | Espanha | M       | Roger Canadell (on loan from Espanyol) |
| 18  | Espanha | D       | Molo                                   |
| 19  | Espanha | A       | Ignasi Dalmedo                         |
| 20  | Espanha | M       | Jorge Miramón                          |
| 21  | Espanha | D       | Oriol Esteve                           |
| 22  | Espanha | M       | Xisco Hernández                        |